# Història de Jacob Xalabín
La Història de Jacob Xalabín és una novel·la breu anònima escrita en llengua catalana a principis del segle xv. L'originalitat de l'obra es basa en el fet que l'acció es desenvolupa en l’ambient cortesà de l'Imperi Otomà. Narra les aventures i les peripècies amoroses de Jacob Xalabín, fill del soldà turc Amorat (Murat I), i la seva mort en mans del seu germanastre Beseit Bei (Baiazet I).

## Estructura i argument
La trama es desenvolupa en tres parts diferenciades: la primera conta els amors no corresposts d’Issa Xalabina, jove esposa del soldà Amorat (Murat I), pel seu fillastre Jacob Xalabín. Issa, per guarir els seus mals, i aconsellada pel malvat metge jueu Quir Mossè, decideix assassinar Jacob i això l'obliga a exiliar-se acompanyat pel seu amic Alí Paixà.
La segona, la més extensa, descriu l'estada dels dos amics a Palacia, on esdevenen cavallers reconeguts. Després d’algunes intrigues Jacob es casa amb Nerguis, filla del senyor de la ciutat, i Alí amb la germana del príncep de Setàlia, el qual estava promès amb Nerguis. Finalment, a la mort d’Issa, les dues parelles tornen al palau d’Amorat, on són ben acollides.
La darrera part és el desenllaç abrupte de la història amb una certa desconnexió amb la trama anterior; en una batalla contra els burgars (búlgars) dirigits per Llàtzer, resulta ferit en combat Amorat, el qual seria rematat després pel seu fill Beseit Bei, de la mateixa manera que poc després escanyaria Jacob Xalabín, assegurant-se així el tron. Altres autors, com Lola Badia, plantegen que aquests capítols finals no són un afegit sinó que ja estaven pensats des d'un inici tal com marca la fórmula introductòria que planteja que el text narrarà la vida i la mort de Jacob Xalabín. Es tracta, per tant, d'una exaltació de la figura de Jacob post mortem i per tant, la part de la mort —tot i que és abrupta— és necessària per a la narració i en conseqüència no pot ser un afegit posterior.

## Resum

### Part I (capítols I-III)
Capítol I: Issa Xalabina, la madrastra de Jacob Xalabín, està enamorada del seu fillastre i per això sempre el vol tenir a prop i el fa venir a prop seu sigui on sigui. Com que aquest amor no és correspost, cau malalta d'amor i cap dels metges vinguts de Constantinoble i Venècia no sap quines són les causes del seu mal. L'únic que afirma que la podrà guarir és el jueu Quir Mossè amb qui Issa fa confiança i li explica que els causes dels seus mals són l'amor no correspost cap a Jacob.
Quir Mossè, amb enganys, aconsegueix fer amistat amb Jacob i finalment li acaba confessant-li l'amor d'Issa. Després d'això, Jacob que veu la malícia i engany de Quir Mossè decideix allunyar-se'n. El jueu torna davant d'Issa per confirmar-li que Jacob no sent el mateix per ella i a continuació parla amb l'Amorat i li diu que l'única manera que se salvi és amb un remei fet amb el fetge de Jacob. Per aconseguir-lo demana a Alí Paixà pare que el mati per aconseguir-lo.
Capítol II: L'Amorat demana a Alí Paixà que mati el seu fill Jacob Xalabín. Tot i que en un primer moment a l’Alí li sobte i no ho accepta, l'Amorat li torna a demanar i, finalment aquest està decidit a fer-ho per fidelitat al seu senyor.
Capítol III: Jacob Xalabín i Alí Baixà (fill) arriben de fer esport junts i es posen a dormir en una mateixa cambra. Llavors, arriba Alí Paixà (pare) per matar amb un ganivet a Jacob. El seu fill el veu, li demana que s'aturi i el pare li confessa el pla de l’Amorat. Aleshores, el fill li proposa un pla per evitar la mort del seu amic. Aquest consisteix a portar el fetge d'un cérvol en comptes del de Jacob. El pare ho accepta i el porta a l'Amorat. Seguidament Quir Mossè el dona a Issa Xalabina perquè se'l mengi creient que és de Jacob.

### Part II (capítols IV-XIV)
Capítol IV: Alí Baixà explica al seu amic Jacob Xalabín que el seu pare l'Amorat el vol matar i tots dos marxen del país disfressats per no ser reconeguts. Després de sis dies arriben a les terres del turc Serca, al castell de Policàssio, on fan nit. L'endemà, mentre cavalquen per un bosc, uns lladres els roben tot el que porten. Després d'això, caminen fins a la Palàcia on una dona gran els acull a casa seva. Els dies següents es veuen obligats a fer de captaires per la ciutat i gràcies a això aconsegueixen diners per menjar i vestir-se.
Després d'aconseguir roba per vestir-se, van a veure el senyor de la ciutat que en veure la seva educació i gentilesa els demana que s'allotgin al palau. Durant la seva estada, la filla del senyor anomenada Nerguis, s'enamora de Jacob Xalabín. Nerguis ho confessa a la seva cambrera a qui fa portar un mandil —una peça de roba decorativa per a l'armadura— i Jacob Xalabín l'accepta la mostra d'amor amb gran gentilesa. Finalment, Ocman Bei, el senyor de Setalia, arriba Palàcia per casar-se amb Nerguis i emportar-se-la a la seva ciutat.
Capítol V: Ocman Bei abandona la seva terra i la deixa en mans de la seva germana. En arribar li fan una gran festa de benvinguda, però Nerguis no l'estima a ell sinó que estima a Jacob Xalabín. Per poder estar amb ell demana a la seva cambrera que agafi tres muls carregats de roba i vitualles i els tanqui en una torre als afores de la ciutat on hi havia enterrada la seva mare.
Capítol VI: El pla de Nerguis consisteix a tancar Jacob Xalabín a la torre per poder estar amb ell quan vagin de camí cap a Setalia amb l'excusa que para a la torre per veure la seva difunta mare abans d'anar-se'n.
Capítol VII: Nerguis, la seva cambrera, el senyor de Setalia i el seu seguici s'acomiaden de la ciutat i van cap a Setalia. A mig camí veuen la torre on hi ha enterrada la mare de Nerguis i aquesta demana d'anar-hi per veure la seva mare per últim cop abans d'anar-se'n d'aquelles terres. Per aquest motiu, acampen a prop de la torre, i mentre tothom està menjant, Nerguis i la cambrera s'atansen a la torre, hi entren i tanquen amb clau.
Capítol VIII: Jacob Xalabín i Nerguis s'abracen, es besen i es demostren el seu fin'amor. Alí Paixà i la cambrera els demanen que s'afanyin, però es veuen incapaços de separar-los. Per evitar que es descobreixi l'engany, Alí es disfressa amb la roba de Nerguis (una camisa i un vel que li tapa la cara) i tornen al campament, des d'on emprenen el camí cap a Setalia.
Capítol IX: Després d'estar tres hores abraçats, Jacob Xalabín i la senyora Nerguis s'aixequen i s'imaginen el pla d'Alí Paixà i la cambrera en veure la roba d’Alí i la porta tancada. Després d'això, consumen el seu amor i resten tancats a la torre durant vuit dies fins a l'arribada d'Alí.
Capítol X: Després de sis dies cavalcant, arriben a la ciutat de Setalia on els donen la benvinguda. Alí Paixà, continua disfressat, i la cambrera l'ajuda a mantenir l'engany justificant que no parli pel fet d'estar cansada pel viatge. Finalment, la germana d'Ocman Bei se l'endú a la seva cambra.
Capítol XI: Alí Paixà demana a la cambrera que busqui a l'estable un cavall per escapar-se i es posa al llit, encara vestit amb la camisa i el vel que li cobria la cara. Més tard, la germana d'Ocman Bei es posà al llit i Alí la viola, amenaçant-la de matar-la si crida per demanar ajuda. A continuació, ella accepta de marxar amb ell, agafen quatre cavalls de l'estable i se'n van cap a la torre amb la cambrera.
Capítol XII: L'endemà, Ocman Bei fa despertar la seva muller (Alí Paixà disfressat) i la seva germana i, finalment, descobreixen que no hi són. Llavors, les fa buscar pel palau, la ciutat i els afores, sense èxit.
Capítol XIII: Alí Paixà i la cambrera arriben a la torre on Nerguis i Jacob Xalabín estaven tancats i es posen al dia de tot el que havia passat durant el temps que havien estat separats. Llavors, decideixen fugir de les terres del senyor de Palàcia i tornar cap a Brusa. Pel camí paren a una font entre els castells de Carassar i Cortei on la germana del senyor de Setalia els pregunta qui són i aquests els confessen la seva veritable identitat. Arriben a Brusa on es troben el pare d'Alí i li ho expliquen tot, després aquest se'n va a contar-ho a l'Amorat.
Capítol XIV: Quan Jacob Xalabín i Alí Paixà tornen a Brusa s'assabenten que Issa Xalabina (la madrastra de Jacob) és morta i Quir Mossè ha marxat a l'illa del Xiu (Quios). Després d'això, l'Amorat va a veure el seu fill a casa d'Alí i s'alegra molt de veure'ls i de conèixer les seves intencions de casar-se amb Nerguis (la filla del senyor de la Palàcia) i la germana del senyor de Setalia. Aleshores, l'Amorat torna al palau, es gita, però no pot dormir de l'alegria que sent després de les bones notícies. L'endemà quan es lleva, fa enviar un missatger perquè faci venir els senyors de Setalia i de la Palàcia. Tots dos venen al palau, accepten el casament, amb Jacob i Alí, resten quaranta-cinc dies a la ciutat i tornen a casa seva després de les noces.

### Part III (capítols XV-XVII)
Capítol XV: Alí Paixà pare mor i el seu fill assumeix el seu càrrec de governador. Després d'això arriben notícies que el cristià Búrgar ha entrat a les terres de l'Amorat a Grècia i aquest fa cridar tots els seus homes perquè vinguin a Brusa i es preparin per a la batalla. Entre els homes arriben Beseit Bei (el fill bastard de l'Amorat), Anabescu Bei i Sein Bei (dos barons turcs) que adverteixen el seu senyor que Llàtzer i les seves tropes han entrat a les seves terres. Aquests aconsellen l'Amorat que vagi a combatre els invasors. Aleshores, marxen cap a Grècia, passant pel canal de Lapsao, el castell de Gal·lipol i cavalquen fins que són a prop de Llàtzer. Després d'això, envien un missatge a Llàtzer perquè abandoni les terres, però no ho fa i es dirigeix cap a la plana on era l’amorat el 17 de setembre de 1387 acompanyat de soldats tudescs, hongresos i alemanys. L'Amorat es prepara per a la batalla.
Capítol XVI: La batalla ja ha començat quan un cavaller tudesc cavalca cap a l'Amorat amb una llança. Aquest s'intenta defensar inútilment disparant-li unes fletxes, però finalment el cavaller li clava la llança, el fereix i el fa caure del cavall. Quan els soldats que acompanyaven l'Amorat ho veuen, ataquen el soldat amb fletxes. Després d'això, Llàtzer mor i la batalla s'atura. En aquest moment, el seu gendre s'afanya a fugir per tornar a la seva terra i convertir-se en senyor dels territoris de Llàtzer.
Capítol XVII: Beseit Bei s'atansa al seu pare que havia estat ferit per un enemic i el remata. Després d'això fa enviar un missatge a Jacob Xalabín, Alí Paixà, Anabescu Bei i Sein Bei perquè hi anessin i quan arriben assassina a Jacob per convertir-se en senyor d'aquelles terres.

## Personatges
Jacob Xalabín: És el fill legítim del soldà Amorat i el protagonista de la història. Ha de fugir de la seva ciutat després que la seva madrastra se n'enamori i Quir Mossè ordeixi un pla perquè l'Amorat el faci matar. Durant l'exili amb Alí Paixà passen diverses peripècies i coneix a Nerguis la seva futura esposa. Finalment, és assassinat pel seu germanastre Beseit Bei.
L'Amorat (Elbai Murat): És el sultà de l'Imperi Otomà i és el pare de Jacob Xalabín i de Beseit Bei, i marit d'Issa Xalabina. Al principi de la història ordena a Alí Paixà que mati a Jacob Xalabín i el final de la narració mor en batalla en mans del seu fill Beseit Bei. Està basat en la figura històrica de Murat I.
Issa Xalabina: És la dona de l'Amorat i la madrastra de Jacob Xalabín. Està enamorada del seu fillastre i malalta d'amor per l'amor no correspost. Mor durant el temps que Jacob i Alí són fora de la ciutat.
Quir Mossè: Metge jueu d'Issa Xalabina. És un personatge descrit com a malèvol i maquiavèl·lic. Ajuda a Issa Xalabina a conquistar Jacob Xalabín i finalment, l'Amorat fa matar Jacob per culpa seva.
Alí Paixà (Pare): És el governador de l'Imperi i pare d'Alí Paixà, el company de Jacob Xalabín. La seva qualitat principal és la lleialtat al regne i a l'Amorat. És l'encarregat d'assassinar Jacob Xalabín, però finalment és convençut pel seu fill que no ho faci. Mort i el seu successor al càrrec és el seu fill.
Alí Paixà fill: És el millor amic de Jacob Xalabín i fill del governador. És molt lleial al seu amic Jacob i el seguirà allà on vagi. Durant les peripècies que viuen amb Jacob Xalabín es disfressa de Nerguis, viola la germana del senyor de Setalia i finalment s'hi casarà. Està basat en el personatge històric de Çandarli Alí Paixà.
Senyor de Setalia: És el promès de Nerguis.
Beseit Bei: És el fill bastard de l'Amorat. A l'inici es troba a les terres del Gran Caramany. Reapareix al final de l'obra quan remata el seu pare que ha estat ferit en batalla i després assassina a Jacob Xalabín per convertir-se en soltà. Està basat en el personatge històric de Baiazet I.
Senyor de la Palàcia: És el pare de Nerguis i el senyor que acull Jacob Xalabín i Alí Paixà quan aquests es trobaven en una situació d'indigència.
Germana del senyor de Setalia: Es queda al càrrec de Setalia quan el seu germà és fora. És violada per Alí Paixà fill i finalment se n'enamora i s'hi casa.
Nerguis: És la princesa del palau de Palàcia, té disset anys i s'enamora de Jacob Xalabín. Ordeix un pla per poder estar amb ell i no amb el seu promès, el senyor de Setalia. Finalment, es casa amb Jacob.
Llàtzer: És el cap de la coalició de cristians que ocupa els territoris de l'Amorat. Mor en batalla. El personatge es basa en el general serbi Lazar Hrebeljanović.
Anabescu Bei: És un dels generals turcs que participa en la batalla. Està basat en el personatge històric d'Eine Beg Subasa.
Sein Bei: És un dels generals turcs que participa en la batalla. Està basat en el personatge històric de Lalaixaim.

## El llenguatge
El llenguatge de l'obra és planer i força proper a la llengua parlada que recorda al llenguatge de les Cròniques i que contrasta clarament amb la retòrica i el barroquisme present en altres obres com el Tirant lo Blanc. Es tracta d'un llenguatge amb elements propis de l'oralitat com el fet que el discurs avança a base d'oracions coordinades i juxtaposades —amb un abús clar de la conjunció e i l'adverbi sí— i en el cas que hi hagi subordinades, són breus. Al mateix temps, també hi abunden repeticions de paraules de la mateixa arrel i de recursos sintàctics que mostren un repertori limitat de paraules. Al text també hi ha llacunes i errors sintàctics greus que tant podrien ser culpa de l'autor de l'obra o d'algun copista posterior.
Els trets fonètics que traspuen de la còpia que ha arribat fins als nostres dies (veura, gordar, udà…) són propis del català oriental. Quant al lèxic, hi ha alguns mots com grip (vaixell lleuger venecià) o batle (calc de bailo ‘cònsol’) que mostren certa familiaritat amb els venecians. A més, a l'obra també es palesa la forta presència veneciana a l'est de la mediterrània.

## Historicitat de l’obra

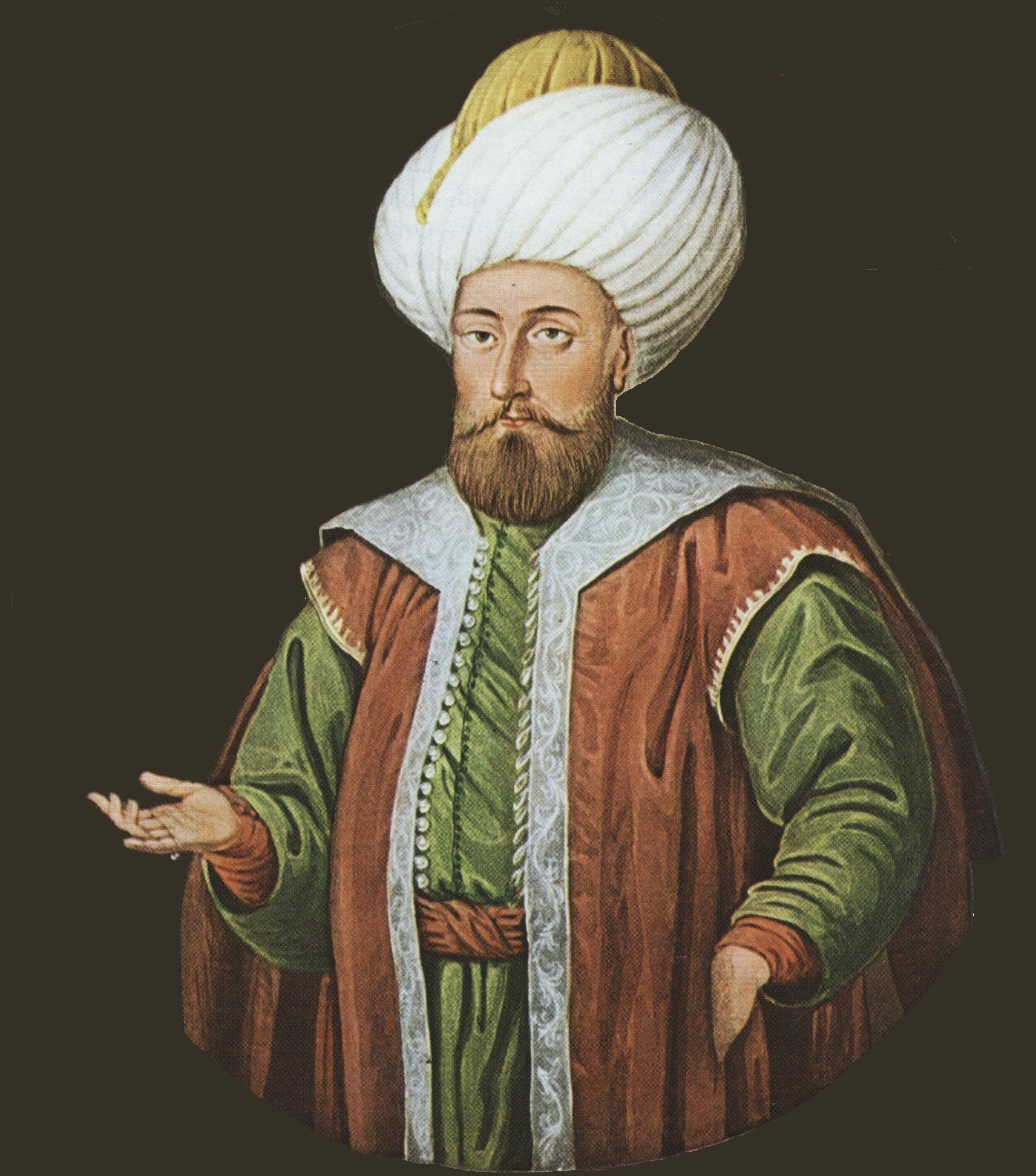
Retrat del soldà Murat I

La major part de l’obra és una novel·la de ficció, amb aportacions de tradició popular, l'obra destaca per una gran precisió geogràfica i històrica que doten l'obra d'una gran versemblança. L'obra està ambientada a la cort turca i s'hi descriuen uns fets que es poden situar entre 1387 i 1389. Efectivament el soldà Murat I (Amorat), morí en la Batalla de Kosovo (1389), i el seu fill Iakub (Jacob) fou assassinat pel seu germà i futur soldà Baiazet I (Beseit Bei). També són reals els primers ministre Çandarli Alí Paixà (Alí Paixà) i el seu pare del mateix nom, mort el 1387, així com els generals Eine Beg Subasa (Aanbecsu Bei) i Lalaixaim (Sein Bei) i el capitost búlgar, en realitat serbi, Lazar Hrebeljanović (Llatzer). D'altres personatges no n'hi ha referències històriques com Issa Xalabina o el «malvat» Quir Mossè, que reflecteix l'onada d'antisemitisme a Europa a partir segle xiv. La història també té alguna incongruència com el fet de considerar Baiazet I (Beseit Bei) com a fill bastard tenint en compte que en aquell moment es practicava la poligàmia i, a més, està documentat el fet que era fill de la princesa grega Gulsissec. Això pot respondre al fet que l'obra fos una espècie de pamflet en contra de Baiazet I en un context d'intrigues a la cort i de disputes de successió; tanmateix, tampoc no explicaria el fet que una obra d'aquestes característiques formi part de la literatura catalana.
L'autor també mostra grans coneixements sobre la geografia de l'est de la Mediterrània i totes les referències geogràfiques es corresponen amb espais reals, fins i tot les distàncies esmentades en l'obra es corresponen amb el quilometratge real. Així doncs, tots els indrets que apareixen a l'obra tenen una correspondència real: Brusa (Bursa), Palacia (Balat), Setàlia (Antalya), Gal·lipol (Gal·lípoli), Lapsao (Läpseki), Illa del Xiu (Quios), Soria (Síria), l'emirat de Serca (Sarukan), els castells de Carassar (Afyon) i de Costei (Kütahya). Aquest fet dota l'obra d'una gran versemblança històrica i geogràfica.
També fa una descripció de trets ètnics precisos com la descripció d'escenes amb dames ajagudes sobre coixins o personatges seient sobre d'estores, el costum de construir monuments funeraris de personatges importants a prop de vies de comunicació, particularitats de les cerimònies matrimonials, l'ús del vel per part de les dones o el fet que les dones i els homes vagin separats durant els viatges. En aquest sentit, excepte la incongruència respecte a la poligàmia esmentada anteriorment, descriu amb precisió alguns dels costums turcs del moment a un públic occidental.

## Interpretació
La novel·la té la sorprenent particularitat, per a l’època, de presentar els turcs com a protagonistes i els cristians com a antagonistes. Tot plegat resulta un trencaclosques a l'hora d’esbrinar l’origen d’aquesta novel·la oriental en català. Tot i que l'autor demostra uns coneixements amplis de la història, la geografia i la cultura turca, queda clar que l'autor del text final és cristià per la manera neutral amb què es descriuen els cristians, pel fet que se citi l'Evangeli de sant Mateu i no pas l'Alcorà o també es fa referència al «fina amor» o «amor coral» propi de la poesia trobadoresca.
Pel rigor geogràfic i històric pot ser que es tracti d'una obra feta a partir d'algun tipus de crònica històrica que explica l'arribada al poder de Baiazet I, i sobre aquest text s'hi afegirien les aventures cavalleresques de Jacob i Alí. En definitiva, es tracta d'una barreja de crònica i ficció, amb una ambientació oriental però amb elements de tradició occidentals i pensada per a uns destinataris d'Occident.
S'hi poden trobar influències i punts de contacte amb altres obres com la Història de la filla de l'emperador Constantí que igual que la Història de Jacob Xalabín comença amb una proposició d'amor incestuosa. L'episodi dels dos amants amagats en la torre funerària remet a la «Història de Kàmar Azzaman, fill del rei Xahraman» i Alí Paixà vestint de dona jaient amb la germana del senyor de Satalia a la «Història de Baibars i dels capitans de policia», totes dues incloses a Les Mil i una nits, un text ben conegut a Occident.